# Ван Дамме, Йелле
Йе́лле Франсуа́ Мари́я Ван Да́мме (нидерл. Jelle François Maria Van Damme; род. 10 октября 1983, Локерен) — бельгийский футболист, защитник. Выступал за сборную Бельгии.

## Карьера

### Клубная
Йелле Ван Дамме начал свою карьеру в молодёжном составе клуба «Беверен», затем выступал за молодёжный состав клуба «Локерен». В 2001 году Ван Дамме подписал свой первый профессиональный контракт с клубом «Жерминаль Беерсхот». Дебют Йелле состоялся 24 ноября 2001 года в матче против «Гента», Ван Дамме появился на поле на 80-й минуте матча, который завершился победой «Жерминаля» со счётом 3:2. Всего в чемпионате Бельгии 2000/01 Йелле сыграл 7 матчей.
В феврале 2002 года Ван Дамме перешёл в нидерландский «Аякс», дебют Йелле в клубе состоялся 14 апреля 2002 года в матче против роттердамской «Спарты», Йелле вышел на замену на 79-й минуте матча, который завершился уверенной победой «Аякса» со счётом 4:0. Это был единственный матч Йелле в чемпионате Нидерландов сезона 2001/02. В сезоне 2002/03 Йелле получил больше игрового времени, отыграв в чемпионате 11 матчей. В 2004 году Йелле в составе «Аякса» стал чемпионом Нидерландов сезона 2003/04.
В 2004 году Йелле перешёл в английский «Саутгемптон». Дебют Ван Дамме в английской Премьер-лиге состоялся 28 августа 2004 года в матче против лондонского «Челси», «Саутгемптон» проиграл со счётом 2:1, а Йелле в матче вышел на замену на 83 минуте. Основным игроком «Саутгемптона» Йелле так и не стал, отыграв в сезоне всего 6 матчей. В 2005 году Йелле был отдан в аренду немецкому «Вердеру». Дебют Ван Дамме состоялся 6 августа 2005 года в матче против «Арминии», Йелле появился на поле на 61-й минуте матча, который завершился победой «Вердера» со счётом 5:2. Всего в составе «Вердера» Йелле повёл 8 матчей и забил 1 мяч. После окончания аренды Ван Дамме в 2006 году перешёл в «Андерлехт». В своём дебютном сезоне за «Андерлехт» Йелле провёл 24 матча, а также стал чемпионом Бельгии сезона 2006/07. В сезоне 2007/08 Ван Дамме стал вице-чемпионом Бельгии, а также завоевал Кубок Бельгии, в финале которого «Андерлехт» победил «Гент» со счётом 3:2.
Во время зимнего трансферного окна 2009 года в услугах Ван Дамме было заинтересованно несколько европейских клубов, в том числе и из Восточной Европы, среди которых был и казанский «Рубин», который нуждался в усиление линии обороны. Но в итоге генеральный менеджер «Андерлехта» Херман ван Холсбек заявил, что Йелле не покинет клуб до конца сезона. Сам же Ван Дамме в интервью фламандской газете «Het Laatste Nieuws» заявил, что ему лестно узнать об интересе со стороны такого клуба как «Рубин», но так как супруга Йелле, Элке, беременна, то Ван Дамме не пожелал ехать в Россию в одиночку, но заявил что будет готов обсуждать трансфер в октябре 2009 года, когда ожидается рождение его сына.
В августе 2017 года Ван Дамме уведомил руководство «Лос-Анджелес Гэлакси» о желании вернуться в Бельгию, чтобы быть ближе к своим детям. Американский клуб согласился отпустить 33-летнего футболиста в «Антверпен» за 235 тыс. долларов. Ван Дамме заключил с «Антверпеном» контракт на два года.

### В сборной
В национальной сборной Бельгии Ван Дамме дебютировал 29 марта 2003 года в матче против сборной Хорватии, который завершился крупным поражением Бельгии со счётом 4:0.

## Достижения
«Аякс»
- Чемпион Нидерландов: 2003/04

 «Андерлехт»
- Чемпион Бельгии: 2006/07, 2009/10
- Обладатель Кубка Бельгии: 2007/08
- Обладатель Суперкубка Бельгии: 2006, 2007